# Скляров, Александр Васильевич
Александр Васильевич Скляров — советский военный деятель, генерал-майор.

## Биография
Родился в 1900 году в Благовещенском заводе. Член КПСС.
Окончил КУКС при школе ВОСО, учился в Военно-транспортной академии РККА.
В 1918—1924 гг. — конторщик, помощник коменданта железнодорожного участка станции Пенза, станции Тула, старший делопроизводитель управления Вяземской железной дороги, помощник коменданта железнодорожного участка станции Пенза.
В 1924—1933 гг. — помощник коменданта станции Екатеринбург, начальник части воинских перевозок управления представителя НКВМ на Пермской железной дороге, комендант железнодорожного участка на Западной железной дороге, помощник начальника 3-го отдела Белорусского ВО
В 1933—1939 гг. — помощник начальника военно-транспортной службы Западной железной дороги, начальник военно-транспортной службы на Ленинской железной дороге, начальник 3-го отдела Калининского ВО.
Участник советско-финской войны: начальник 1-го отдела оперативных перевозок Управления военных сообщений Генштаба РККА.
Участник Великой Отечественной войны: заместитель начальника Управления военных сообщений Генштаба РККА, начальник управления военных сообщений Воронежского, 2-го Белорусского фронтов
Указом Президиума Крайовой Рады Народовой ПНР от 26 июня 1946 года был награждён Серебряным Крестом ордена Virtuti Militari
В 1946—1955 гг. — начальник Управления военных сообщений Прикарпатского военного округа, начальник Управления военных сообщений Киевского военного округа.
Умер в 1955 году в Киеве.

## Награды
- Орден Ленина (дважды)
- Орден Красного Знамени (дважды)
- Орден Отечественной войны I степени
- Орден Красной Звезды
- Орден Знак Почёта